# Char Orléans II
Le char dit Orléans II est un char M4 Sherman, détruit en septembre 1944 aux portes de la ville de Beaune durant la Seconde Guerre mondiale. Il est aujourd'hui au cœur d'un lieu de mémoire consacré à la libération de Beaune, et plus généralement à la Libération de la France.

## Histoire
Le char, un M4 Sherman à caisse soudée d'origine américaine, appartenait au 2e régiment de cuirassiers du colonel Durosoy, arrivé depuis Chalon-sur-Saône et Bligny-lès-Beaune. Les forces françaises, arrivant le 7 septembre 1944, se heurtèrent à de fortes défenses antichar notamment au sud de la ville. Le char dit Orléans II fut touché à bout portant près des Chaveys. Constant Barbe, pilote, et Gabriel Sanchez, chargeur, furent tués. Le restant de l'équipage fut blessé, et évacué une fois la violence des combats retombée.
Le char est aujourd'hui au centre d'un lieu de commémoration.
1. ↑  « Char Sherman Orleans II 1e division blindée français », sur www.kilroytrip.fr (consulté le 7 juillet 2022)
2. ↑  Antoine MISNER, « ORLEANS II 2CUIRS », sur Chars Français (consulté le 7 juillet 2022)